# 로니 블레이클리
로니 블레이클리(영어: Ronee Blakley, 1945년 8월 24일 ~ )는 미국의 배우, 싱어송라이터, 작곡가, 프로듀서, 감독이다. 로버트 올트먼 감독 영화 《내쉬빌》의 바버라 진 역으로 이름을 알렸으며, 이 역으로 전미 비평가 위원회 여우조연상을 수상했다.

## 영화
- 내쉬빌 (1975년 영화)
- 물 위의 번개
- 나이트메어 (1984년 영화)